# Гребнев, Алексей Николаевич (шахматист)
Гребнев Алексе́й Никола́евич (род. 26 июля 2006, Тольятти, Самарская область) — российский шахматист, гроссмейстер (2024), мастер спорта России (2023). Чемпион мира до 18 лет (2023), чемпион Азии среди юношей (2023).

## Биография
В ноябре 2012 года начал заниматься в МБУДО СШ № 4 «Шахматы» в Тольятти у Алексея Николаевича Белова. Под его руководством дошёл до 1-го разряда. Потенциал шахматиста увидела директор школы Гульнара Равильевна Салахова, которая пригласила его участвовать в Тольяттинской школе гроссмейстеров, ныне — Гроссмейстерском центре ФШР.
С 2017 года главным тренером Гребнева является Дмитрий Афанасьев.
В 2023 году для подготовки к чемпионату миру среди юношей занимался с Максимом Матлаковым.
По состоянию на 2024 год является студентом Уральского горного университета по специальности технолог геологической разведки.

## Карьера

### 2021 год
Стал чемпионом России до 17 лет, набрав 8 очков из 9.

### 2022 год
На чемпионате Европы до 16 лет в Анталье поделил 2—4 места, набрав 7 очков из 9. По дополнительным показателям стал 4-м.

### 2023 год
В Монтесильвано выиграл чемпионат мира до 18 лет. За тур до финиша, набрав 9,5 очков из 11, Гребнев обеспечил 1-е место.
Принял участие в чемпионате мира по рапиду и блицу в Самарканде. В турнире по блицу занял 87-е место, набрав 11 очков из 21. В турнире по быстрым шахматам занял 53-е место, набрав 7,5 очков из 13, проиграв только одну партию.

### 2024 год
Выполнил последнюю норму гроссмейстера на турнире Аэрофлот опен, показав перформанс 2610. Занял 15 (6—19) место из 142 участников. В апреле 2024 года ФИДЕ присвоила ему звание.
Занял 1-е место в круговом турнире с нормой гроссмейстера «Мемориал Маргаряна», набрав 6,5 очков из 9. Но норму Гребнев не получил, так как не смог показать требуемый перформанс в 2600, набрав 2590.
Бронзовый призёр командного чемпионата России в составе клуба «Русская шахматная школа» (Москва).
Объявлен запасным участником 77-го Суперфинала чемпионата России по шахматам.